# Inga Dudczenko
Inga Dudczenko (ur. 28 maja 1988 w obwodzie karagandyjskim) – kazachska wioślarka, reprezentantka Kazachstanu w wioślarskiej jedynce podczas letnich igrzysk olimpijskich w Pekinie.

## Osiągnięcia
- Mistrzostwa Świata – Monachium 2007 – jedynka – 18. miejsce[1].
- Igrzyska Olimpijskie – Pekin 2008 – jedynka – 24. miejsce[1].
- Mistrzostwa Europy – Montemor-o-Velho 2010 – czwórka podwójna – 6. miejsce[1].